# 梅亚新镇
比拉诺瓦德梅阿，是西班牙加泰罗尼亚莱里达省的一个市镇。 总面积105平方公里，总人口424人（2001年），人口密度4人/平方公里。